# Matteo Zanotti
Matteo Zanotti (Mantova, 22 febbraio 1966) è un doppiatore italiano.

## Carriera
Diplomatosi all'accademia dei filodrammatici di Milano nel 1991, è stato nel cast del programma Ok, il prezzo è giusto!. Ha doppiato Dominic Santiago nella serie di videogiochi di Gears of War, mentre nel videogioco Uncharted era la voce italiana di Nathan Drake. Sposato con la doppiatrice Rosa Leo Servidio, nel 2016, durante il Festival del doppiaggio Voci nell'Ombra, è stato premiato come Miglior doppiatore in un videogioco per il doppiaggio di Nathan Drake in Uncharted 4: Fine di un ladro.

## Doppiaggio

### Film
- Shunya Shiraishi in Tokyo Ghoul - Il film, Tokyo Ghoul S
- Devon Gummersall in Reeker - Tra la vita e la morte
- Thomas Schmieder in Maial Zombie - Anche i morti lo fanno
- Vladan Milojević in Promettilo!

### Serie animate
- Shikamaru Nara in Naruto, Naruto Shippuden
- Togo in School Rumble
- TagliaIncolla in Zatch Bell!
- Minimus P.U (2ª voce) in Atomic Betty
- Guardia Fortezza e Hildegard (voce maschile) in Blue Dragon
- Alister in Yu-Gi-Oh!
- Chumley Huffington in Yu-Gi-Oh! GX
- Blister e Tank in Yu-Gi-Oh! 5D's
- Kazuo Kodama in The After-Dinner Mysteries
- Killer, Inazuma (come uomo), Bepo (2ª voce), Kuro (3ª voce, solo nell'episodio 280) e Akainu (1ª voce, solo nell'episodio 278) in One Piece
- Corrado in Pokémon Diamante e Perla: I Vincitori della Lega di Sinnoh
- Ryohei Sasagawa in Tutor Hitman Reborn!
- Barone Ashura (voce maschile) in Mazinger Edition Z: The Impact!
- Freddy (speaker stadio) in Pokémon
- Samguk Han (portiere della Raimon) in Inazuma Eleven GO
- Haruya in Gantz
- Champa (1ª voce, ep. 18-25), l'arbitro del torneo del 6° e 7° universo, Dr. Brief (ep. 51-52) e Grande Sacerdote (ep. 55-67) in Dragon Ball Super
- Morte (2°Doppiaggio) in Regular Show
- Rikumichi Kusuda in Detective Conan
- Achille in Fate/Apocrypha
- Ken Takagi e Atsuhiro Sako in My Hero Academia
- Seiji Ozaki in Great Pretender
- Beam in Chainsaw Man
- Folgen e Bahrn in That Time I Got Reincarnated as a Slime

### Film d'animazione
- Shikamaru Nara in Naruto Shippuden - L'esercito fantasma, Naruto Shippuden - Il maestro e il discepolo e Naruto Shippuden - Eredi della Volontà del Fuoco, The Last: Naruto the Movie, Boruto: Naruto the Movie
- Saico del Cameriere in Melanzane - Estate andalusa
- Padre di Coo in Un'estate con Coo
- Jo-Jo La Frite in Mià e il Migù
- Reshiram in Il film Pokémon: Nero - Victini e Reshiram e Bianco - Victini e Zekrom
- Killer in One Piece Stampede - Il film
- Ryusuke Higo in Detective Conan - L'undicesimo attaccante
- Norio Hotta in The First Slam Dunk
- Akiteru Tsukishima in Haikyu!! Battaglia all'ultimo rifiuto

### Serie televisive
- Dustin Claire in Le sorelle McLeod
- Daran Norris in Ned - Scuola di sopravvivenza
- Paul Michel in Quattro donne e un funerale
- Alexis Denisof in How I Met Your Mother
- Anatol Yusef in Preacher
- Steve Oram in The End of the F***ing World
- Kel Mitchell in Game Shakers

### Programmi televisivi
- Jason J in The Renovators - Case fai da te
- Sous-chef Scott in Hell's Kitchen

### Videogiochi
- Shaun Hastings in Assassin's Creed II[2], Assassin's Creed: Brotherhood[3], Assassin's Creed: Revelations[4], Assassin's Creed III[5], Assassin's Creed IV: Black Flag[6], Assassin's Creed: Unity[7], Assassin's Creed: Syndicate[8], Assassin’s Creed: Valhalla[9]
- Nathan Drake in Uncharted: Drake's Fortune, Uncharted 2: Il covo dei ladri, Uncharted 3: L'inganno di Drake, Uncharted 4: Fine di un ladro, Uncharted: L'abisso d'oro, PlayStation All-Stars Battle Royale
- Generale Joe Sheridan in R.U.S.E.
- Personaggi minori in Batman: Arkham City, Batman: Arkham Origins e Batman: Arkham Knight
- Lord Voldemort in Harry Potter e l'Ordine della Fenice[10], Harry Potter e i Doni della Morte: Parte 1[11], Harry Potter e i Doni della Morte: Parte 2[12], LEGO Dimensions
- Dominic Santiago in Gears of War[13], Gears of War 2[14], Gears of War 3[15] e Gears of War 4[16]
- Falco Lombardi in Star Fox 64 3D, Star Fox Zero e Starlink: Battle for Atlas[17]
- Agente Archer in Tom Clancy's Splinter Cell: Conviction
- Paul Revere in Assassin's Creed III[5]
- Carter Blake in Heavy Rain[18]
- Principe in Fable 3[19]
- Il senzatetto Stan in Beyond: Due anime[20]
- Tobias Jones in Driver: San Francisco[21]
- Brogan in Shrek e vissero felici e contenti[22]
- Spettro in Destiny 2[23]
- Personaggi vari in Horizon Zero Dawn
- Dottor Kuhlman in Alien: Isolation[24]
- Darkos in Arthur e il popolo dei Minimei[25]
- Jake Kellar in Black[26]
- Il Don in Borderlands: The Pre-Sequel[27]
- Barista e Adam in Broken Sword 5: La maledizione del serpente[28]
- Johnny Powell/Jerry in The Darkness II[29]
- Mezner in Dark Sector[30]
- Dick Baker in Dead Rising 3[31]
- Kian Alvane (pensieri) e Ribelli in Dreamfall: The Longest Journey[32]
- Silas in Il codice da Vinci (2006)[33]
- Joseph Clarence in Hitman: Blood Money (2006)[34]
- Salvatore Guzzo in Call of Duty 3 (2006)[35]
- Nathan Hale in Resistance: Fall of Man (2006)[36]
- Ramiro Cruz in Chili Con Carnage (2007)
- Jimmy Yip in Driver 76 (2007)[37]
- Pablo Navarro e Martin Finnegan in BioShock (2007)[38]
- Capitano MacMillan e Imran Zakhaev in Call of Duty 4: Modern Warfare (2007)[39]
- Roberto di Sable in Assassin's Creed (2007)[40]
- Jim "Rhodey" Rhodes in Iron Man (2008)[41]
- Jacob Temple in Dead Space (2008),[42] Dead Space (Remake) (2023)[43]
- Joacquin Carbonell in Far Cry 2 (2008)[44]
- Soggetto 3 in Il professor Layton e il futuro perduto (2008)[45]
- Phoenix in Jak and Daxter: Una sfida senza confini (2009)[46]
- Saber e Marines in Operation Flashpoint: Dragon Rising (2009)[47]
- Reed Wahl nel DLC Minerva's Den di BioShock 2 (2010)[48]
- Araldo e Generale dei Collettori in Mass Effect 2 (2010)[49]
- Zoolan Rice e Chester Horse Senior in Inazuma Eleven 3 (2010)[50]
- Alec Trevelyan in GoldenEye (2010)[51]
- Agente Speciale Jason Hudson in Call of Duty: Black Ops (2010),[52] Call of Duty: Black Ops II (2012),[53] Call of Duty: Black Ops Cold War (2020)[54]
- Cap. Dylan in Duke Nukem Forever (2011)[55]
- Isaias Sandoval e Vasili Sevchenko in Deus Ex: Human Revolution (2011)[56]
- Doug "Dee-Ray" Robinson in Ace Combat: Assault Horizon (2011)[57]
- Christian Matkovic in Battlefield 3 (2011)[58]
- Samguk "Sam" Han, Austin Hobbs e Quentin Cinquedea in Inazuma Eleven GO (2011)[59]
- Gov. Jean-Jacques Blaise D'Abbadie in Assassin's Creed III: Liberation (2012)[60]
- Raymond Vester in Resident Evil: Revelations (2012)[61]
- Ezek e Raziel in Diablo III (2012)[62]
- Capitano Martin Walker in Spec Ops: The Line (2012)[63]
- Alistair Smythe in The Amazing Spider-Man (2012)[64]
- Ingegnere di gara in F1 2012 (2012),[65] Ingegnere di gara in F1 2013 (2013),[66] F1 2014 (2014)[67]
- Lenya Moskvin e personaggi minori in Metro: Last Light (2013)[68]
- Countdown e Wind-Up in Skylanders: Swap Force (2013)[69]
- Marlon Random in Little Big Planet 3 (2014)[70]
- Assassino paziente, Commando picconante, Infiltrato Worgen, Pappagallo del pirata, Nerubiano e Signore della morte in Hearthstone (2014)[71]
- Donald Menken in The Amazing Spider-Man 2 (2014)[72]
- Dirk e portavoce Fizzco in Sunset Overdrive (2014)[73]
- Nicholas Mendoza in Battlefield Hardline (2015)[74]
- Quan Chi in Mortal Kombat X (2015)[75]
- Junkrat in Heroes of the Storm (2015),[76] Overwatch (2016),[77] Overwatch 2 (2022)[78]
- Drago Cavaliere in Heroes of the Storm (2015)[76]
- Spectre in Call of Duty: Black Ops III (2015),[79] Call of Duty: Black Ops IIII (2018)[80]
- Danny Sullivan in Fallout 4 (2015)[81]
- Mario Frigo in Just Cause 3 (2015)[82]
- Bradford in XCOM 2 (2016)[83]
- Vaclav Koller in Deus Ex: Mankind Divided (2016)[84]
- Padre James Ballard in Mafia III (2016)[85]
- Superman in Injustice 2 (2017),[86] Suicide Squad: Kill the Justice League (2024)[87]
- Bizzarro in Injustice 2 (2017)[86]
- Joseph Turner in Call of Duty: World War II (2017)[88]
- Hammerhead in Marvel's Spider-Man (2018)[89]
- Elpenore in Assassin's Creed: Odyssey (2018)[90]
- Henry Hayes in Tom Clancy's The Division 2 (2019)[91]
- Liu Kang in Mortal Kombat 11 (2019),[92] Mortal Kombat 1 (2023)[93]
- Padre di Farah in Call of Duty: Modern Warfare (2019)[94]
- James e John in The Dark Pictures: Little Hope (2020)
- Voce maschile tutorial in 51 Worldwide Games (2020)[95]
- Lani Loli in Crash Bandicoot 4: It's About Time (2020)[96]
- Bryce Mosley in Cyberpunk 2077 (2020)[97]
- Speaker dello stadio in FIFA 22 (2021)[98]
- Dr. Abraham Zahedi in Outriders (2021)[99]
- Bixford, Scout Titus, Lee in New World (2021)[100]
- Gendas in Horizon Forbidden West (2022)[101]
- Ric Oliè e Lama Su in LEGO Star Wars: La Saga degli Skywalker (2022)[102]
- Custos in Vampire: The Masquerade - Bloodhunt (2022)[103]
- Avatar maschile in Wild Hearts (2023)[104]
- Michael Stockhausen in Atomic Heart (2023)[105]
- Protagonista maschile in Remnant 2 (2023)[106]
- Boone Carver e Shrike in Batman: Arkham Shadow (2024)[107]